# Night in the Ruts
| Recensione                        | Giudizio        |
| --------------------------------- | --------------- |
| AllMusic                          | [ 4 ]           |
| Robert Christgau                  | C+              |
| The New Rolling Stone Album Guide | [ 6 ]           |
| Sputnikmusic                      | 4.0 (Excellent) |
| Piero Scaruffi                    | [ 8 ]           |
| Ondarock                          | [ 9 ]           |
| Dizionario del Pop-Rock           | [ 10 ]          |
| 24.000 dischi                     | [ 11 ]          |

Night in the Ruts è il sesto album degli Aerosmith, uscito nel novembre 1979 per l'Etichetta Columbia Records.

## Tracce

### LP
Lato A
1. No Surprize – 4:26 (Steven Tyler, Joe Perry)
2. Chiquita – 4:25 (Steven Tyler, Joe Perry)
3. Remember (Walking in the Sand) – 4:05 (George Shadow Morton)
4. Cheese Cake – 4:16 (Steven Tyler, Joe Perry)

Lato B
1. Three Mile Smile – 3:43 (Steven Tyler, Joe Perry)
2. Reefer Head Woman – 4:03 (Buster Bennett, William Gillum, Lester Melrose)
3. Bone to Bone (Coney Island White Fish Boy) – 3:00 (Steven Tyler, Joe Perry)
4. Think About It – 3:35 (Keith Relf, Jim McCarty, Jimmy Page)
5. Mia – 4:13 (Steven Tyler)

## Formazione
Gruppo
- Steven Tyler - voce, armonica
- Joe Perry - chitarra solista, chitarra slide, cori
- Brad Whitford - chitarra ritmica
- Tom Hamilton - basso
- Joey Kramer - batteria

Altri musicisti
- Richard Supa - chitarra (brani: No Surprize e Mia)
- Neil Thompson - chitarra elettrica (brano: Mia)
- Jimmy Crespo - chitarra solista (brano: Three Mile Smile)
- George Young - sassofono alto (brano: Chiquita)
- Lou Delgotto - sassofono baritono (brano: Chiquita)
- Lou Marini - sassofono tenore (brano: Chiquita)
- Barry Rogers - trombone (brano: Chiquita)

Note aggiuntive
- Gary Lyons e Aerosmith - produttori
- David Krebs e Steve Leber - produttori esecutivi
- Registrazioni effettuate al Mediasound Studios ed al Record Plant di New York City, New York (Stati Uniti)
- Gary Lyons - ingegnere delle registrazioni
- Rod O'Brien e Peter Thea - ingegneri delle registrazioni aggiunti
- Mixaggio effettuato al Mediasound Studios di New York City, New York
- Mastering effettuato al Sterling Sound di New York City da George Marino
- Steven Tyler - concept copertina album
- Berg/Kosh - art direction e design album
- Jim Shea - fotografia[13]

## Classifica
Album
| Anno | Classifica    | Posizione raggiunta |
| ---- | ------------- | ------------------- |
| 1980 | Billboard 200 | 14                  |

Singolo
| Anno | Titolo del brano               | Classifica        | Posizione raggiunta |
| ---- | ------------------------------ | ----------------- | ------------------- |
| 1980 | Remember (Walking in the Sand) | Billboard Hot 100 | 67                  |